# Eurobarómetro
Eurobarómetro é uma série de pesquisas de opinião públicas realizadas regularmente em nome da Comissão Europeia desde 1973. Esses inquéritos abordam uma grande variedade de questões atuais relacionadas à União Europeia em todos os seus Estados-membros.
Os resultados do Eurobarómetro são publicados pela Direcção-Geral da Comunicação da Comissão Europeia. Sua base de dados desde 1973 é uma das maiores do mundo. Os inquéritos são realizados pela TNS Opinion.